# Пегас (карликовая сфероидальная галактика)
Пегас (также Андромеда VI, And VI, Peg dSph) — карликовая сфероидальная галактика на расстоянии около 2,7 млн световых лет от Земли в созвездии Пегас. Входит в Местную группу галактик, является спутником Галактики Андромеды (М31).

## Характеристики
Галактика с преимущественно бедным металлами звёздным населением: средняя металличность [Fe/H] ≈ −1,3. Её координаты в экваториальной системе координат (Эпоха J2000.0): прямое восхождение 23ч 51м 46,30с, склонение +24° 34′ 57,0″. Она находится на расстоянии 820 ± 20 килопарсек от Земли и на расстоянии 294 ± 8 килопарсек от Галактики Андромеды[a]. Галактика была открыта в 1999 году при анализе снимков Второго Паломарского небесного обзора (POSS-II. Архивировано из оригинала 16 мая 2009 года.). Она приближается к нам с лучевой скоростью 354 км/с.